# Rhagadochir vosseleri
Rhagadochir vosseleri är en insektsart som först beskrevs av Günther Enderlein 1909.  Rhagadochir vosseleri ingår i släktet Rhagadochir och familjen Archembiidae. Inga underarter finns listade.